# Atlantisch orkaanseizoen 1997
Het Atlantisch orkaanseizoen 1997 duurde van 1 juni 1997, toen de eerste subtropische cycloon zich vormde tot 30 november 1997. Het seizoen 1997 was wat activiteit betreft een beneden normaal seizoen. De reden hiervoor was de el Niño, die in dat jaar heerste. Een El Niño onderhoudt een sterke stroming in de atmosfeer, die de formatie van tropische cyclonen bezuiden de 25e breedtegraad onderdrukt.
Verder was 1997 het eerste seizoen sinds 1961, dat geen enkele tropische cycloon kende, gedurende de maand augustus. Het seizoen kende 8 tropische cyclonen en één subtropische. Zeven tropische cyclonen promoveerden tot tropische storm, de subtropische cycloon werd een subtropische storm. Van de zeven tropische stormen werden er drie een orkaan. Een van de drie orkanen werd een majeure orkaan en bereikte de derde categorie.

## Cyclonen

### Subtropische storm zonder naam
Eind mei vormde zich een cluster van onweersbuien boven de Straat Florida, waar op 29 mei een lagedrukgebied ontstond. Boven dit systeem kam een korte trog van lage druk te liggen, die het systeem meenam naar het noordoosten, waardoor de convectie werd bevorderd en het systeem begon zich te organiseren. Op 1 juni voldeed het systeem aan alle eisen om als tropische cycloon te worden aangemerkt, behalve dat het geen warme kern bezat en daarom werd het systeem gepromoveerd tot subtropische depressie 1. Ook in het verdere bestaan van het systeem zou nooit een warme kern kunnen worden aangetoond. Subtropische depressie 1 trok snel naar het noordnoordoosten en werd een paar uur later subtropische storm 1. Hij bereikte snel zijn hoogtepunt met windsnelheden van 85 km/uur en een druk van 1003 mbar. Op 2 juni verloor hij zijn tropische kenmerken op 200 km van de kust van New England. De dag daarop werden de overblijfselen opgenomen door een koufront.

### Tropische storm Ana
Tropische depressie 1 kwam voort uit een niet tropisch, frontaal lagedrukgebied voor de kust van South Carolina op 30 juni. De tropische depressie trok naar het oosten en werd de volgende dag tropische storm Ana. Ana piekte met windsnelheden tot 75 km/uur en een druk van 1000 mbar, voordat zij werd meegenomen door een smalle trog van lage druk naar het noordoosten. Door deze trog werd zij aan flarden gescheurd en beroofd van haar convectie. Ana werd op 3 juni gedegradeerd tot tropische depressie en verloor op 4 juli haar tropische kenmerken.

### Orkaan Bill
Tropische depressie 2 kwam voort uit een breed lagedrukgebied op grote hoogte ten noordoosten van Puerto Rico. Op 7 juli nam hierdoor de convectie in het gebied toe met hogere buienactiviteit, ondanks dat de druk aan het oppervlak vrij hoog was. Toch wist ten noorden van Puerto Rico de lage druk tot aan het oppervlak door te dringen, zodat daar een lagedrukgebiedje ontstond. Toen het lagedrukgebied op grote hoogte zich afscheidde van dit lagedrukgebiedje en wegtrok naar de Caraïbische Zee, verdween de stroming over dit systeem en kon het tropische kenmerken gaan ontwikkelen. De toenemende convectie organiseerde zich op 11 juli tot tropische depressie 2 en deze trok voor een koufront boven de Verenigde Staten uit naar het noordoosten. Een paar uur later promoveerde tropische depressie 2 tot tropische storm Bill. Op dat moment had Bill een druk van 1013 mbar, wat heel hoog is voor een tropische storm, maar kon vanwege de hoge druk in zijn omgeving toch windsnelheden van 85 km/uur ontwikkelen. Ondanks dat Bill door zijn noordoostelijke koers snel boven koeler zeewater geraakte, nam zijn druk snel af en nam hij in kracht toe. Op 12 juli promoveerde Bill tot orkaan met windsnelheden van 120 km/uur en een druk van 986 mbar. Pas de volgende dag werd Bill door het koudere water verzwakt tot tropische storm en werd daarna door het koufront opgenomen.

### Tropische storm Claudette
Aan het zuidelijke einde van hetzelfde koufront, dat Bill had opgenomen, ontstond op 11 juli een niet tropisch, frontaal lagedrukgebied, dat weinig van plaats veranderde en een gesloten circulatie ontwikkelde, die zijn oplossende fronten doorbrak. Zo ontstond op 13 juli tropische depressie 3 op ongeveer 500 km ten zuidzuidoosten van Kaap Hatteras in North Carolina. Twaalf uur later werd tropische depressie 3 gepromoveerd tot tropische storm Claudette, een zwakke tropische storm, die door stroming in de atmosfeer werd gehinderd zich verder te ontwikkelen. Claudette trok naar het noorden en later naar het oosten, voor een front uit, dat haar later zou opnemen. De convectie liet het soms ook afweten en op 16 juli zakte Claudette terug naar een tropische depressie, maar werd weer een tropische storm, voordat zij dezelfde dag nog werd ingehaald door een front, zodat zij haar leven eindigde, zoals het begon; als frontaal lagedrukgebied.

### Orkaan Danny
Op 13 juli veroorzaakte een trog van lage druk op grote hoogte boven het zuiden van de Verenigde Staten een cluster van onweersbuien in de vallei van de Mississippi. Deze dreef zuidwaarts en vormde de volgende dag voor de kust van Louisiana een lagedrukgebied. Aanvankelijk organiseerde dit systeem zich langzaam, maar op 16 juli ontstond hieruit tropische depressie 4 op 225 km ten zuiden van de zuidwestkust van Louisiana. De depressie perste zich in een trog tussen twee hogedrukgebieden in en hierdoor kwam zij maar langzaam vooruit. Op 17 juli kwam de convectie pas goed op gang en tropische depressie 4 promoveerde eerst tot tropische storm Danny. Daarmee was Danny de vroegste vijfde (sub)tropische cycloon van een seizoen ooit, en dit record hield stand tot 2005, wanneer tropische depressie 5 op 11 juli 2005 promoveert tot tropische storm Emily. Op 18 juli werd Danny in de buurt van de Mississippidelta een orkaan. Danny landde dezelfde dag ten noordwesten van de Mississippidelta tussen Empire en Buras. Danny stak de delta over, en kon als kleine storm weer boven zee aan kracht winnen. Danny bereikte zijn hoogtepunt met windsnelheden van 130 km/uur en een druk van 984 mbar.
Op 19 juli meanderde Danny voor de kust van Alabama en landde daardoor die dag twee maal in deze staat. Danny trok naar het noorden en verzwakte snel tot tropische depressie. Daarna trok Danny naar het oosten en trok door Alabama, Georgia, North Carolina en South Carolina. Danny wist zijn tropische status te handhaven en daardoor kon hij op 24 juli, toen de drukverschillen toenamen, boven North Carolina, boven land (!) opnieuw promoveren tot tropische storm met windsnelheden tot 100 km/uur. Danny draaide boven de oceaan naar het noordoosten en bedreigde Massachusetts, maar trok op 50 km van de kust toch weg van Massachusetts naar het oosten en verloor op 26 juli zijn tropische kenmerken. Danny eiste 10 mensenlevens en veroorzaakte $100 miljoen aan schade (niet gecorrigeerd voor inflatie). Danny veroorzaakte veel regenval door zijn langzame voortgang. In Virginia werden een paar windhozen en waterhozen door Danny voortgebracht. Omdat Danny in omvang een kleine storm was, was het gebied, dat met overvloedige regenval en overstromingen te maken kreeg ook beperkt. Bij een grotere storm zou de watersnood veel groter zijn geweest.

### Tropische depressie 5
Tropische depressie 5 ontstond op 17 juli op 850 km ten oosten van Barbados uit een tropische onweersstoring, die op 11 juli van de Afrikaanse kust was vertrokken. Eén verkenningsvliegtuig nam die dag winden waar, die nét windkracht 8 waren, daarmee zou de depressie een tropische storm geweest kunnen zijn, maar er waren geen satellietbeelden, die dit konden staven. De depressie trok westnoordwestwaarts. Daarna desintegreerde de depressie, de volgende dag was zij nauwelijks als tropische depressie te herkennen en de volgende dag degenereerde zij tot een tropische onweersstoring boven de Caraïbische Zee.

### Orkaan Erika
Tropische depressie 6 ontstond op 3 september op 1850 km ten oosten van Bovenwindse Eilanden uit een tropische onweersstoring, die op 31 augustus van de Afrikaanse kust was vertrokken en die toen al een circulatie aan het oppervlak vertoonde. Het duurde echter vier dagen, voordat de circulatie zich in de hogere lagen van de atmosfeer doorzette en de convectie zich organiseerde. Tropische depressie 6 trok naar het noordwesten en promoveerde tot tropische storm Erica op dezelfde dag. Erika begon in kracht toe te nemen en kwam op 135 km van de noordelijkste Bovenwindse Eilanden, ver genoeg om geen orkaanwinden over de eilanden te brengen. Nadat het hogedrukgebied aan wiens zuidflank Erika naar het noordwesten trok verzwakte, draaide Erika naar het noorden en bereikte op 8 september haar hoogtepunt met windsnelheden van 205 km/uur en een druk van 946 mbar; een sterke derde categorie orkaan. Erika dijde uit met een oog van 55 km in diameter en een stormveld (windkracht 8 en hoger) van 450 km in diameter. Op 10 september passeerde Erika op 550 km ten oosten van Bermuda, waarna Erika door westelijke stroming naar het oosten werd meegenomen. Door de stroming en het koelere zeewater verzwakte Erika gestaag, hoewel convectie op diverse momenten nog opvlamde. Op 12 september degradeerde Erika tot tropische storm en trok op 15 september langs de westelijke Azoren en bracht daar tropischestormwinden. Op 16 september verloor Erika haar tropische kenmerken en op 19 september loste zij op ten zuidwesten van Ierland. Erika verdronk twee surfers voor de kust van Puerto Rico, maar richtte slechts weinig schade aan in het Caraïbisch gebied.

### Tropische storm Fabian
Eind september ontwikkelde zich boven de noordelijke Bovenwindse Eilanden een lagedrukgebied in een tropische onweersstoring met een bescheiden circulatie. Boven dit gebied was echter zeer sterke stroming aanwezig, die verdere ontwikkeling in de weg stond. Begin oktober werden de omstandigheden echter gunstiger en de stroming nam sterk af. Daardoor ontstond op 4 oktober ten noorden van Puerto Rico tropische depressie 7, die naar het noordoosten trok. De volgende dag werd zij gepromoveerd tot tropische storm Fabian. Fabian bleef een minimale tropische storm, die niet verder kwam dan windkracht 8 en een druk van 1004 mbar op 7 oktober. Fabian draaide naar het oosten en verloor op 8 oktober zijn tropische kenmerken.

### Tropische storm Grace
Op 15 oktober ontstond er een extratropische stormdepressie iets ten noorden van Hispaniola, tezamen met andere lagedrukgebieden langs een trog van lage druk, die zich uitstrekte van het westen van de Caraïbische Zee tot het midden van de noordelijke helft van de Atlantische Oceaan. De stormdepressie ontwikkelde snel erupties van convectie en op 16 oktober promoveerde de storm tot tropische storm Grace. Grace bereikte meteen haar hoogtepunt met winden van 75 km/uur en een druk van 999 mbar. Het leven van Grace was kortstondig; zij verloor op 17 oktober haar tropische kenmerken en de overgebleven circulatie loste snel daarna op.

## Namen
De lijst met namen voor 1997 was dezelfde als die van 1991, met dat verschil, dat Bill in de plaats van Bob was gekomen. De lijst werd opnieuw gebruikt in 2003; er werden geen namen van de lijst geschrapt in 1997. Daarmee is 1997 het recentste seizoen zonder geschrapte namen. De naam Bill werd voor het eerst gebruikt.
| - Ana - Bill - Claudette - Danny - Erika - Fabian - Grace | - Henri (niet gebruikt) - Isabel (niet gebruikt) - Juan (niet gebruikt) - Kate (niet gebruikt) - Larr}(niet gebruikt) - Mindy (niet gebruikt) - Nicholas (niet gebruikt) | - Odette (niet gebruikt) - Peter (niet gebruikt) - Rose (niet gebruikt) - Sam (niet gebruikt) - Teresa (niet gebruikt) - Victor (niet gebruikt) - Wanda (niet gebruikt) |